# Логвин, Андрей Николаевич
Андрей Николаевич Логвин (род. 1964, село Ипатово Ставропольского края) — российский плакатист, художник-график, дизайнер в области графического дизайна и рекламы. Академик графического дизайна и член Alliance Graphique International (AGI). Обладатель более 30 премий международных и российских конкурсов дизайна и рекламы. Лауреат Государственной премии РФ в области литературы и искусства.
Представлен в справочнике «Who is who in Graphic Design» (300 лучших дизайнеров мира).
В 2004 году китайское издательство Lignan Art Publishing House на 165 страницах выпустило монографию «Andrey Logvin».
Плакат «Жизнь удалась» стал визитной карточкой дизайнера.

## Биография
Родился в 1964 в селе Ипатово Ставропольского края. Окончил Ипатовскую художественную школу. 1982—1984 Служба в Советской армии. В 1987 окончил Московское художественное училище памяти 1905 года (отделение промышленной графики), по предмету «композиция» (дизайн) обучался у Малинковского. Сразу после училища был взят на работу в мастерскую «Промграфика» Московского Союза Художников (одно из первых профессиональных объединений в нашей стране, занимающимся разработкой фирменного стиля). В 1989—1992 был арт-директором издательства «Има-пресс». В 1996 основал виртуальную рекламную группу «ЛогвинDesign».
С 1999 года преподаёт в Высшей Академической школе графического дизайна. Член Российской Академии графического дизайна и Alliance Graphique International (AGI).
В 2001 стал лауреатом Государственной премии Российской Федерации в области литературы и искусства за 2000 год.
В 2016 году группа «ЛогвинDesign» сменила название на «Борщ Бренд».
С 2017 года преподаватель Школы дизайна НИУ Высшей школы экономики

## Плакаты
Andrey Logvin (Russie) son travail se caractérise par une grande force visuelle, associant des concepts puissants à une palette de couleurs étendue ainsi qu’à une grande précision technique.
его работа характеризуется большой визуальной силой, сочетающей мощные концепции в палитре цветов и большую техническую точность. (перевод)— 14ème Festival international de l’affiche et des arts graphiques Chaumont 

### Плакат «Жизнь удалась»
«Жизнь удалась» — плакат Андрея Логвина, создан в 1997 году.
Знаковый плакат России девяностых годов. — эпохи первичного накопления капитала. Жизнеутверждающий девиз чёрной икрой по фону из красной икры демонстрировал иронию над оптимизмом нового социального класса — молодой российской буржуазии, или как тогда было принято называть новых русских. «Жизнь удалась» — одним жестом выхватил самую суть современности.
Это самое известное произведение автора. Плакат опубликован в альбоме «Русский плакат. 100 шедевров за 100 лет». И номинирован на включение в книгу Phaidon Graphic Classics о мировых иконах графического дизайна всех времен. По версии журнала Артхроника входит в «Топ-10 русских мастерписов рубежа XX—XXI веков». Плакат «Жизнь удалась» находится в собрании Третьяковской галереи, а также многочисленных частных собраниях.

### Плакат «Без этикетки — грустно!»
1995 Без этикетки — грустно! Архивировано из оригинала 19 мая 2012 года. — плакат для московской типографии «Линия График».
В 1995 плакат завоевал Grand Prix «Золотое яблоко» V ММФР в категории «Печатная реклама». В 1996 золотую медаль на 15-й Варшавской биеннале плаката (International Poster Biennale in Warsaw) в категории Advertising.
Этот плакат можно считать точкой отсчета появления культуры упаковки в России.
В СССР производили продукцию, возможно, не уступающую по качеству западной, но у неё был один существенный недостаток — отсутствовала достойная упаковка. Это не значит, что в стране не существовало художников и дизайнеров. Просто не было конкуренции, а значит, стимула для более качественного оформления товара.
В 1995 году появляется символический плакат: «Без этикетки грустно», на котором изображена унылая нагнувшая горлышко бутылка. Первыми «упаковываться» потянулись соки, за ними другие продукты питания. Сегодня производители еды и напитков самые частые заказчики на разработку упаковки. Потому как этикетка и упаковка — эффективное средство продвижения товара.

### Плакат «10 лет Калининградскому ГЦСИ»
Плакат 10 лет Калининградскому ГЦСИ. Архивировано из оригинала 19 мая 2012 года. создан в 2007 году. В 2008 он завоевал серебряную медаль на 21-й Варшавской биеннале плаката Серебряную медаль в категории B (реклама событий культуры, искусства, образования и спорта). За 42 года существования самого уважаемого плакатного мирового конкурса это — седьмая медаль русских плакатистов и вторая — Логвина.
28 ноября 2007 года отметил своё десятилетие Калининградский Филиал Государственного Центра Современного Искусства. В качестве символа юбилея оргкомитет выбрал кусок угля. а провизуализировать идею заказали студии ЛогвинDesign. Углем до сих пор отапливается многие дома Калининграда, в том числе и ГЦСИ. Потому, со дня его основания, во дворе лежит куча угля. История создания плаката на сайте студии. В работе так же участвовали фотограф Владислав Ефимов и стажер из Швейцарии Yannick Lambiel. 

Горючее-каменное-ископаемое, по мнению сотрудников Центра — четкое определение состояния современного искусства, которое использует все достижения и находки мировой культуры «спрессованные в недрах прошлого», как уголь. Другое дело, что мало кому из современных художников удается достичь «нужного градуса» в своем творчестве, чтобы их работы согрели зрителя по-настоящему. Поэтому плакат от ЛогвинDesign — скорее метафора идеального, чем рефлексия на реально происходящее.— обсуждение плаката на сайте sostav.ru

### Плакат «Вкус жизни»
Плакат «Вкус жизни» создан для VI «Музейной ночи» в Красноярском музейном центре прошедшую 16 апреля 2005 года.
Плакат завоевал Grand-Prix на 17-м Poster Festival в Шомоне, во Франции в 2006 (смотреть всех победителей фестиваля) и диплом Международной биеннале плакатов «Golden Bee Award» в Москве.

В этот раз темой одного из самых ярких культурных событий города Красноярска стал «Вкус жизни». Этой ночью Красноярский музейный центр превратился в хранителя уникальной коллекции вкусов, звуков, запахов, ощущений и настроений жизни. Каждому гостю музея предлагалось ощутить «вкус жизни», все богатство и разнообразие действительности, которая окружает нас, и поразмышлять над тем, что есть «вкус». Своеобразным лейтмотивом размышлений над жизнью, общением, творчеством стал кофе — бодрящий сознание и мысли, обостряющий воображение, один из самых демократичных напитков, объединяющий практически все страны мира и людей самых разных возрастов. Посетители смогли совершить увлекательное путешествие по различным тематическим площадкам музея, наполненным определённой атмосферой культуры и быта стран Европы, Азии, Австралии, культур, обладающих яркими и своеобразными вкусами жизни, музыки, творчества, политики, истории, времени — уникальной «кухней бытия».— VI Музейная ночь в Красноярском музейном центре
Потому в центре плаката кружка кофе. Снимал фотограф Владислав Ефимов

### Плакат «NUL…»
NUL…(Никто…) создан по заказу французского министерства просвещения. Плакат, иллюстрирует 5 главу Декларации прав человека. Тираж 70 тысяч.
В 2004 завоевал специальный «Приз города Монс», на 9 триеннале политического плаката в Монсе, Бельгия и диплом Международной биеннале плакатов «Golden Bee Award» в Москве.

Статья 5. 

Никто не должен подвергаться пыткам или жестоким, бесчеловечным или унижающим его достоинство обращению и наказанию.
No one shall be subjected to torture or to cruel, inhuman or degrading treatment or punishment. — Всеобщая декларация прав человека

### Список плакатов (выборочно)
- Сериалы (Выставочный проект ГЦСИ. Плакат выставлен в постоянной экспозиции Мюнхенского художественного музея)
- Кикс (Рекламный плакат к фильму Сергея Ливнева)
- Высокое разрешение (Плакат для выставки графики в ЦДХ)
- Саша (Bыставка графики А. Белослудцева. «Приз Критики» Биеннале графического дизайна в Брно в 1994 году)
- Революция в опасности! (Выставочный проект Музея Революции)
- Дизайн’95 (Всероссийская выставка-конкурс. Плакат был опубликован в специальном выпуске журнала I.D «40 дизайнеров мира»)
- Артотека (Выставочный проект Государственного Центра Современного Искусства)
- За Родину… (Международный плакатный проект посвященный 50-летию Победы)
- Враждебность — синдром нехватки информации! (Плакат для конференции в Швейцарии по проблеме СПИДА)
- Лучшие знаки и логотипы России (Всероссийская выставка-конкурс)
- Лучшие календари России (Всероссийская выставка-конкурс)
- Держись, Егорий! (Плакат к 850-летию Москвы)
- В кубе (Выставочный проект Стаса Ищенко В Зверевском центре)
- 2 века русской этикетки (Выставка в политехническом музее)
- Мастерклассы (Анонс программы лекций иностранных дизайнеров в Москве)
- Фауна (Выставочный проект Государственного Центра Современного Искусства)
- Новое кино Италии (Анонс фестиваля в Киноцентре)
- Они это мы, мы это они (Международная плакатная акция «Я не хочу ненавидеть!»)
- Supremus Orgasmus Totalis (Выставка в Цюрихе)
- Нате! (Московский Фестиваль Маяковского)

### Плакаты автора находятся в собраниях
- Государственная Третьяковская галерея, Москва;
- Государственная библиотека им. Ленина, Москва;
- Государственный Русский музей, Санкт-Петербург;
- Музей плаката в Вилянуве, Варшава, Польша;
- Моравская Галерея, Брно, Чехия;
- Коллекция плаката университета Колорадо, Форт-Коллинз, США;
- Музей Современного искусства в Тояме, Япония;
- Музей Плаката в Огаки, Япония;
- Художественный музей Лахти, Финляндия;
- Новый Художественный Музей Мюнхена, Германия;
- Коллекция Галереи «М’АРС», Москва;

## Настоящая Книга Дзен
Автор «Настоящей Книги Дзен» — «наставления по теории и практике Дзен».
Издательство «Истинная литература».
Обложка — гофрокартон с биговкой, печать шелкотрафаретом в одну краску.
Типография: «Линия График».
Первый тираж 500 экземпляров
Презентация книги прошла в клубе Дом, с ансамблем японской музыки, демонстрацией приемов айкидо, и каллиграфическим перфомансом Евгения Максовича Добровинского.

## Преподавательская деятельность
Андрей Логвин преподает в Школе дизайна НИУ ВШЭ. Куратор и преподаватель профиля «Дизайн и современное искусство». Преподавал в Высшей Академической школе графического дизайна.
Выступал с лекциями и мастер-классами в Швейцарии, Турции, Франции, Украине, Беларуси, Китае, Мексике.

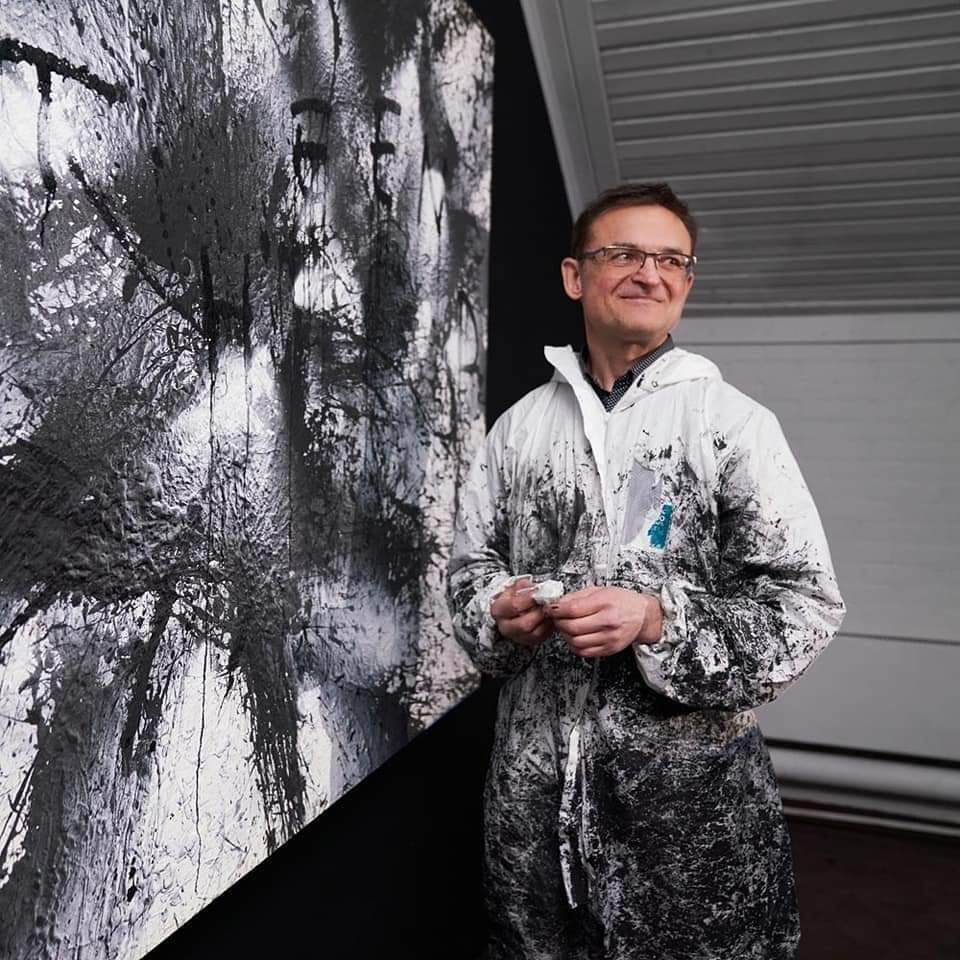
Выставка живописи «Логвин, Эрос и Танатос» в Зверевском центре современного искусства

Логвин младший задал такой дикий темп занятиям, что не активизироваться было просто невозможно. Задание сменяли одно другое с интервалом в 15 минут — пять минут работа, пятнадцать минут обсуждение, пять минут работа, пятнадцать минут обсуждение, и так все три часа. Курс вовсю оправдывает название «интенсивного».— из «Вахтенного журнала» «Летней школы» (образовательный проект Высшей Академической Школы Графического Дизайна) 2002 год.

## Персональные выставки и акции
- 2023 — «3SEX3», галерея Cubed в Москве[14]
- 2022 — «Тригл Авных Слова» на форуме «СловоНово» в Черногории[15]
- 2021 — первая выставка живописи «Логвин, Эрос и Танатос» в Зверевском центре современного искусства[16]
- 2010 — персональная выставка в галерее «Avla», Словения[17]
- 2008 — персональная выставка в музее Гутенберга в городе Фрибург, Швейцария[18]
- 2005 — (совместно с В. Чайкой и Ю. Сурковым) Париж[19]
- 2003 — «Возвращение янтарной комнаты». Арт-Москва, ЦДХ, Москва;
- 2002 — «Логвин, Перет, Плюта, Тартаковер». Музей Плаката, Варшава;
- 2001 — «K.Kujasalo, J.Lin, A.Logvin, R.Tissi». худ. музей Лахти, Финляндия;
- 2001 — «Grafist 5». MSU Tophane i Amire Cultural Center Art Gallery, Стамбул, Турция;
- 2000 — «Graphistes autor du monde». Eshiroles, Франция;
- 2000 — «…НЕТ, Я!». XL-Галерея, Москва;
- 1998 — «У. Г. Сато, Кодзи Мидзутани, Андрей Логвин». Музей Плаката, Варшава;
- 1998 — «The End». XL-Галерея, Москва;
- 1998 — «Тройка. Китаева. Логвин. Чайка». (Совместно с В. Чайкой и Е.Китаевой). DNP Duo Dojima Gallery, Осака, Япония;
- 1997 — «Жизнь удалась!», performance. Центральный Дом Художника, Москва;
- 1995 — «Ставьте на зелёного!» тараканьи бега, посвящённые президентским выборам. Галерея М. Гельмана, Москва;
- 1995 — «С Днем Рождения, Смерть!» (совместно с Ю.Шабельниковым). Акция, посвящённая 50-летию атомной бомбардировки Хиросимы. Галерея М. Гельмана, Москва;
- 1994 — «Настоящая книга Дзен». Галерея «Студия 20», Москва;
- 1994 — «Андрей Тыквин. Логвины». Галерея «Пункт», ЦДХ, Москва.

## Куратор

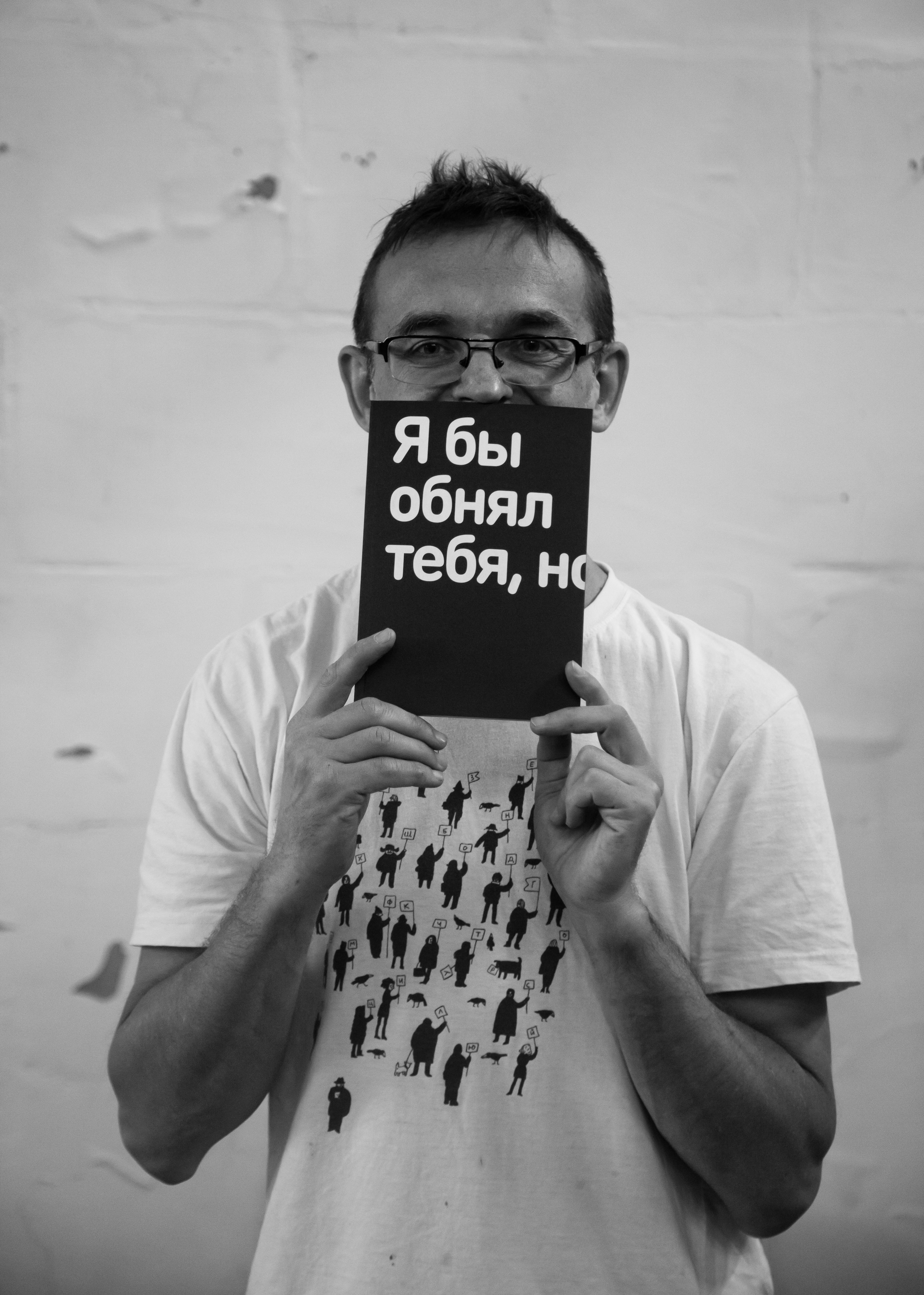
Андрей Логвин с книгой «Я бы обнял тебя, но я только текст», 2016

Андрей Логвин куратор выставки плакатов «Я бы обнял тебя, но я только текст». Участники проекта: студенты Института Бизнеса и дизайна (B&D) группа Бориса Трофимова — Алексея Веселовского, студенты ВАШГД группа Эркена Кагарова — Николая Штока, Британская высшая школа дизайна курс Виктора Меламеда, Петр Банков, Дмитрий Рекин, Сергей Пахомов. Выставка входила в программу фестиваля Typomania в 2014—2016 годах. В 2015 входила в выставочную программу IX Красноярской ярмарки книжной культуры (КРЯКК)
| «Попытка зафиксировать сиюминутные состояния человеческой души, симпатий и отношений, сделать их парадоксально „вечными“, перенеся в формате плаката на стены улиц, офисов и квартир. Сказать миру и людям о серьёзных вещах дизайнер или художник может не только картинкой, но и собственным словами. Превращаем вербальное в визуальный знак внимания к конкретной проблеме» — Андрей Логвин об идее акции |

## Достижения
- 2001 — Государственная премия Российской Федерации в области литературы и искусства (за серию социальных, культурных и рекламных плакатов 1994—2000 годов)[22].
- 1999 — «Человек рекламного года» фестиваль «Приз Прессы» Санкт-Петербург

### Grand Prix
- 2006 — Grand Prix на 17-м Poster Festival in Chaumont, во Франции за плакат «Вкус жизни» (для «Музейной ночи» в Красноярском музейном центре) Смотреть всех победителей фестиваля (англ.). Архивировано 19 мая 2012 года.
- 1998 — Grand Prix выставки «Лучшие открытки России»
- 1995 — Grand Prix «Золотое яблоко» V ММФР
- 1992 — Grand Prix I Международной биеннале плакатов «Golden Bee Award» в Москве

### Награды, призы, премии
- 2019 — Первый приз на International Biennial Poster Design Terras Gauda — Francisco Mantecón Competition 2019[23][24]
- 2008 — Серебряная медаль на 21-й Варшавской биеннале плаката за плакат «10 лет Калининградскому ГЦСИ»
- 2006 — Диплом Международной биеннале плакатов «Golden Bee Award» в Москве, за плакат «Вкус жизни»
- 2005 — Первое место на VI Красноярской музейной биеннале за проект «Где нефть, там девушки» в номинации «Художественный проект»
- 2005 — Специальный приз жюри на 2 Китае биеннале плаката за плакат «Стефан Загмайстер в Москве»[25]
- 2004 — Специальный «Приз города Монс», на 9 триеннале политического плаката в Монсе, Бельгия, за плакат «NUL …» (Всеобщая декларация прав человека, Статья 5. Никто не должен подвергаться пыткам или жестоким, бесчеловечным или унижающим достоинство видам обращения или наказания .)
- 2004 — Диплом Международной биеннале плакатов «Golden Bee Award» в Москве, за плакат «NUL …»
- 1999 — Диплом IV Международной биеннале плакатов «Golden Bee Award» в Москве
- 1999 — Второе место на IX Московском Фестивале рекламы
- 1998 — Диплом Международной биеннале плакатов «Golden Bee Award» в Москве за плакат «Держись, Егорий!»
- 1998 — Первое и второе место VIII на Московском Фестивале рекламы
- 1997 — Два первых места и «специальный приз жюри» на VII Московском Фестивале рекламы
- 1996 — Золотая медаль на 15-й Варшавской биеннале плаката в категории Реклама за плакат для московской типографии «Линия График»
- 1996 — Два третьих места на VI Московском Фестивале рекламы
- 1995 — Второе место на V Московском Фестивале рекламы.
- 1995 — Третье место на Всероссийской выставке «Дизайн’95»
- 1994 — Приз критики на XVI Международной биеннале дизайна, Брно за плакат «Саша»(выставка графики Александра Белослудцева
- 1994 — Третье место на IV Московский Фестиваль рекламы
- 1993 — Первое место на Всероссийской выставке «Дизайн’93»

## Интересное
- Увлекается Сноубордингом.
- В студии Андрея Логвина собрана большая коллекция ангелов[26]
- Программа, посвященная Андрею Логвину, на телеканале «Культура» в документальном цикле «Штрихи к портрету художника». О том, как он понимает тенденции развития дизайна в нашей стране и как взаимодействуют дизайн и искусство. Автор Карина Афанасьева. Режиссёр Ольга Вихоркова. Оператор Алексей Смирнов.[27]